# Home Nations Championship 1893
Home Nations Championship 1893 – jedenasta edycja Home Nations Championship, mistrzostw Wysp Brytyjskich w rugby union, rozegrana pomiędzy 7 stycznia a 11 marca 1893 roku. W turnieju po raz pierwszy samodzielnie zwyciężyła Walia, która pokonała wszystkich rywali i tym samym zdobyła Triple Crown.
Zgodnie z ówczesnymi zasadami punktowania przyłożenie było warte dwa punkty, podwyższenie i karny trzy, natomiast pozostałe kopy cztery punkty. W tej edycji został po raz pierwszy wykonany celny karny kop na słupy – jego autorem był Billy Bancroft w meczu otwarcia.

## Mecze
| 17 stycznia 1893 | Walia                                       | 12:11(0:7) | Anglia                                       | Cardiff Arms Park, Cardiff Sędzia: David Morton |
| 17 stycznia 1893 | Biggs 2 (P) Gould 4 (2P) Bancroft 6 (pd, K) | 12:11(0:7) | Lohden 2 (P) Marshall 6 (3P) Stoddart 3 (pd) | Cardiff Arms Park, Cardiff Sędzia: David Morton |

| 4 lutego 1893 | Szkocja                                                 | 0:9 | Walia | Raeburn Place, Edynburg Sędzia: W.H. Humphreys |
| 4 lutego 1893 | Biggs 2 (P) Gould 2 (P) McCutcheon 2 (P) Bancroft 3 (K) | 0:9 |       | Raeburn Place, Edynburg Sędzia: W.H. Humphreys |

| 4 lutego 1893 | Irlandia                    | 0:4(0:2) | Anglia | Lansdowne Road, Dublin Widzów: 7 000 Sędzia: Bunny Wauchope |
| 4 lutego 1893 | Bradshaw 2 (P) Taylor 2 (P) | 0:4(0:2) |        | Lansdowne Road, Dublin Widzów: 7 000 Sędzia: Bunny Wauchope |

| 20 lutego 1893 | Irlandia | 0:0 | Szkocja | Ballynafeigh, Belfast Sędzia: George Rowland Hill |
| 20 lutego 1893 |          | 0:0 |         | Ballynafeigh, Belfast Sędzia: George Rowland Hill |

| 4 marca 1893 | Anglia                         | 0:8(0:4) | Szkocja | Headingley Stadium, Leeds Widzów: 20 000 Sędzia: William Wilkins |
| 4 marca 1893 | Boswell 4 (dg) Campbell 4 (dg) | 0:8(0:4) |         | Headingley Stadium, Leeds Widzów: 20 000 Sędzia: William Wilkins |

| 11 marca 1893 | Walia       | 2:0(2:0) | Irlandia | Stradey Park, Llanelli Widzów: 20 000 Sędzia: W.H. Humphreys |
| 11 marca 1893 | Gould 2 (P) | 2:0(2:0) |          | Stradey Park, Llanelli Widzów: 20 000 Sędzia: W.H. Humphreys |

## Inne nagrody
- Triple Crown –  Walia (po pokonaniu wszystkich rywali)
- Calcutta Cup –  Szkocja (po zwycięstwie nad Anglią)
- Drewniana łyżka –  Irlandia (za zajęcie ostatniego miejsca w turnieju)